# Amityville: Un temps per al diable
 Amityville: Un temps per al diable  (Amityville: It's about time) és la sisena obra de la saga de terror Amityville. Va ser estrenada directament en vídeo el 1992. Ha estat doblada al català.

## Argument
Jacob torna del seu viatge a Amityville i porta un misteriós rellotge per la seva família. Però des de l'arribada d'aquest regal a la casa, es repeteixen fenòmens inexplicables. Jacob es torna agressiu i molt malalt i Lisa, la noia, es transforma a poc a poc en bomba sexual disposada a tot. Entre Rusty, l'adolescent de la família, i Andrea, l'examiga de Jacob, que prova de comprendre el que passa, les seves vides es transformen a poc a poc en un verdader infern.

## Repartiment
- Stephen Macht - Jacob Sterling
- Shawn Weatherly - Andrea Livingston
- Megan Ward - Lisa Sterling
- Damon Martin - Rusty Sterling
- Jonathan Penner - Dr. Leonard Stafford
- Nita Talbot - Iris Wheeler
- Dean Cochran - Andy
- Terrie Snell - Mrs. Tetmann
- Kevin Bourland - Oficial 1
- Margarita Franco - Oficial 2
- William Jackson - Oficial 3 (com William B. Jackson)
- Willie C. Carpenter - Doctor
- Dick Miller - Mr. Anderson
- Alan Berman - Van Driver
- Dylan Milo - Baby Rusty
- Richard Cromwell - The Teddy Bear
- Dawn Parker Sands - Justin's girlfriend
- Robert M. Owens - Spot

## La saga
La saga de pel·lícules es basa en els fets descrits en el llibre supervendes de Jay Anson del 1977, The Amityville Horror: A True Story. L'autor del llibre descriu el relat d'una família, els Lutz, que va anar a viure a la casa situada al número 112 de l'avinguda Ocean d'Amityville, a Long Island (Nova York). L'any anterior (1974) hi havia hagut una massacre a la casa, sis membres de la família DeFeo havien estat assassinats a trets i un setè membre, Ronald Jr., "Butch", havia estat acusat del crim i sentenciat a presó. Els Lutz van explicar públicament que la casa estava encantada i que hi havia dimonis. L'autor del llibre va ser assessorat per la família Lutz. L'adaptació del llibre al cinema va esdevenir la primera pel·lícula de la saga. Posteriorment diversos autors van escriure més llibres més sobre aquesta història, alguns dels quals es van fer servir com a base de les pel·lícules posteriors.
- The Amityville Horror (1979)
- Amityville II: The Possession (1982)
- Amityville III: The Demon / Amityville 3-D (1983)
- Amityville IV: The Evil Escapes (1989)
- The Amityville Curse (1990)
- Amityville: It's about time (1992)
- Amityville: A New Generation (1993)
- Amityville Dollhouse (1996)
- The Amityville Horror (2005), remake de la primera pel·lícula del 1979.
- The Amityville Haunting (2011)